# Zofia Chomętowska
Zofia Katarzyna Chomętowska (Parachonsk, Bielorrusia; 8 de diciembre de 1902-Buenos Aires, Argentina; 20 de mayo de 1991) es una pionera de la fotografía en Polonia, y colaboró con el semanario Świat, que se publicó desde 1906 hasta 1939.

## Biografía
Provenía de la familia aristocrática de los príncipes Drucki-Lubecki. Se crio en la finca Parochońsk en Polesia. Se interesó por la fotografía cuando era niña, y comenzó a tomar fotografías de su vida cotidiana en la finca de su familia. A pesar de su origen aristocrático, tenía facilidad para mezclarse con las comunidades locales y ser una observadora desinteresada de sus costumbres. Fotografió cazadores, pescadores, mujeres haciendo la colada en el lago, creando retratos de vidas reales, en lugar de imágenes sobre-estilizadas.
A partir de 1928 trabajó con una cámara Leica de 35 mm. Una de sus fotografías fue publicada en “Leica” – un volumen colectivo polaco que alababa las ventajas de la cámara 35mm. Ella fue la única mujer incluida en dicha publicación.
En los años 30 se trasladó a Varsovia, lo que modificó el objeto de sus fotografías, pasando a fotografiar interiores de palacios.
A finales de la década de 1930s ganó el concurso para convertirse en la fotógrafa oficial del Ministerio de Comunicación, trabajó que implicaba realizar fotografías con vistas a popularizar la belleza de la cultura y naturaleza polacas, que iban destinadas a los interiores de vagones de ferrocarril. En 1937, fue aceptada como miembro del Fotoclub polaco. En los años 1938-1939 fue miembro del Fotoclub de Varsovia. Fue miembro de la Sociedad Polaca de Fotografía; en 1939 fue elegida miembro del último Consejo de esta última. 
Sus fotografías fueron publicadas, entre otros, por en el semanario Świat y sus fotografías se exhibieron en numerosas exposiciones en Polonia y en el extranjero. 
El alcalde de Varsovia, Stefan Starzynski, como parte del proyecto “Warszawa wczoraj, dzis i jutro” (Varsovia ayer, hoy y mañana) que se presentó al borde de la II Guerra Mundial en el Museo Nacional de Varsovia, le comisionó que hiciera una serie de fotografías sobre los elementos de la capital que necesitaban una reforma, tales como las casas de madera del distrito de Wola, los cazadores de perros, o los depósitos de basura.
Junto con Tadeusz Przywkowski, fueron los dos fotógrafos con más obras expuestas en la exposición Varsovia Acusa (1945), la primera exposición fotográfica polaca de la posguerra presentada en el Museo Nacional de Varsovia, que luego fue presentada en otras ciudades polacas y en el extranjero. La fotógrafa viajó por Europa acompañando a la exposición.
La autora donó los negativos del Levantamiento de Varsovia al Museo de Varsovia. Después de la guerra, el Museo recibió unos 5.000 negativos del período 1923-1939 y 1945-1947. La fotógrafa presentó los negativos, que representaban principalmente a Kresy, a Emilia Borecka, organizadora de la primera exposición de posguerra titulada "Medio siglo de Varsovia en la fotografía de Zofia Chomętowska". 
En 1947, Chomętowska partió hacia Argentina, y dejó la fotografía. En 1971 volvió a Varsovia de visita.